# Конвой JW-51A
Конвой JW-51A — арктический конвой времён Второй мировой войны.
Первый конвой серии JW/RA, пришедшей на смену конвоям серии PQ/QP.
JW-51A был отправлен в СССР 15 декабря 1942 года со стратегическими грузами и военной техникой из США, Канады и Великобритании из Лох-Ю. В его состав входило 16 грузовых судов. Непосредственное прикрытие конвоя осуществлялось шестью эсминцами и пятью более мелкими кораблями. Крейсерское прикрытие состояло из лёгких крейсеров «Шеффилд» и «Ямайка» в сопровождении трёх эсминцев. В отличие от конвоев серии PQ, на этот раз крейсера не повернули назад на долготе Нордкапа, а сопровождали конвой до Кольского залива.
Дальнее прикрытие состояло из линкора «Кинг Джорж V» и тяжёлого крейсера «Бервик» в сопровождении трёх эсминцев.
Конвой избежал обнаружения противником и 25 декабря без потерь вошёл в Кольский залив.

## Участники

### Корабли Союзников
Торговые корабли
| - Beauregard - Briarwood - Dynastic - El Almirante - El Oceano - Empire Meteor - Gateway City - Greylock | - JLM Curry - Oligarch - Oremar 52 - Richard Basset - Richard Bland - San Cipriano (танкер) - West Gotomska - Wind Rush |

| Непосредственное прикрытие - Seagull - Honeysuckle - Oxlip - Lady Madeleine - Northern Wave | Ocean escort - Faulknor - Fury - Boadicea - Echo - Eclipse - Inglefield |

| Крейсерское прикрытие - Jamaica - Sheffield - Beagle - Matchless - Opportune | Дальнее прикрытие - King George V - Berwick - Musketeer - Quadrant - Raider |

### Корабли противника
| Подводные лодки | Надводные корабли - Hipper - Lützow - Z-16 Friedrich Eckoldt - Z-4 Richard Beitzen - Z-6 Theodor Riedel - Z-29 - Z-30 - Z-31 |